# Anoplostoma hirtum
Anoplostoma hirtum is een rondwormensoort uit de familie van de Anoplostomatidae. De wetenschappelijke naam van de soort is voor het eerst geldig gepubliceerd in 1956 door Gerlach.